# Hiroshi Ichihara
Hiroshi Ichihara (市原 大嗣 Ichihara Hiroshi?, nacido el 24 de abril de 1987 en Kumamoto) es un exfutbolista japonés. Jugaba de defensa y su último club fue el Honda Lock de Japón.

## Trayectoria

### Clubes
| Club                | País  | Año         |
| ------------------- | ----- | ----------- |
| Oita Trinita        | Japón | 2006 - 2008 |
| Sagan Tosu          | Japón | 2009 - 2010 |
| Renofa Yamaguchi FC | Japón | 2011        |
| Kamatamare Sanuki   | Japón | 2012        |
| Honda Lock          | Japón | 2013 - 2017 |